# Chróścina Nyska
Chróścina Nyska – przystanek osobowy (do 2005 r. stacja kolejowa) w Chróścinie w województwie opolskim, w powiecie nyskim, 
w gminie Skoroszyce, w Polsce.

## Ruch pasażerski
W roku 2017 przystanek obsługiwał 20–49 pasażerów na dobę. W roku 2022 dobowa wymiana pasażerska na przystanku wynosiła 50-99 pasażerów.